# Smashing Pumpkins' diskografi
Diskografi over det amerikanske rockband Smashing Pumpkins. 

## Album
| År   | Titel                                  | Solgt i USA   | Solgt i verden | Hitlisteplacering                | Pladeselskab     |
| ---- | -------------------------------------- | ------------- | -------------- | -------------------------------- | ---------------- |
| 1991 | Gish                                   | 1.167.569     | ca. 2.000.000  | US #195                          | Caroline Records |
| 1993 | Siamese Dream                          | 4.836.900     | ca. 7.000.000  | US #10, UK #4                    | Virgin Records   |
| 1995 | Mellon Collie and the Infinite Sadness | ca. 5.000.000 | ca. 10.000.000 | US #1, UK #4                     | Virgin Records   |
| 1998 | Adore                                  | ca. 1.200.000 | ca. 4.000.000  | US #2, UK #5, DK #4              | Virgin Records   |
| 2000 | MACHINA/the Machines of God            | ca. 607.000   | ca. 2.000.000  | US #3, UK #7, DK #16             | Virgin Records   |
| 2007 | Zeitgeist                              | ca. 426.000   | ca. 950.000    | US #2, UK #4, DK #14, Global #1  | Reprise Records  |
| 2012 | Oceania                                | ca. 102.000   | ca. 147.000    | US #4, UK #19, DK #30, Global #8 | EMI              |
| 2014 | Monuments to an Elegy                  |               |                |                                  | BMG              |
| 2015 | Day for Night                          |               |                |                                  | BMG              |

## Singler
| År   | Single                                | USA | Modern Rock | Mainstream Rock | UK  | Danmark | Musikvideo | Album                                          |
| ---- | ------------------------------------- | --- | ----------- | --------------- | --- | ------- | ---------- | ---------------------------------------------- |
| 1989 | "I Am One"                            | -   | -           | -               | -   | -       |            | Limited Potentiel-single                       |
| 1990 | "Tristessa"                           | -   | -           | -               | -   | -       |            | Sub Pop-single                                 |
| 1991 | "Siva"                                | -   | -           | -               | -   | -       | X          | Gish                                           |
| 1991 | "Rhinoceros"                          | -   | 27          | -               | -   | -       | X          | Gish                                           |
| 1992 | "I Am One"                            | -   | -           | -               | 73  | -       | X          | Gish                                           |
| 1992 | "Daughter"                            | -   | -           | -               | -   | -       |            | Reflex Magazine-single                         |
| 1992 | "Drown" ^                             | -   | -           | 24              | -   | -       |            | Singles (soundtrack)                           |
| 1993 | "Cherub Rock"                         | -   | 7           | 23              | 31  | -       | X          | Siamese Dream                                  |
| 1993 | "Today"                               | 103 | 4           | 28              | 44  | -       | X          | Siamese Dream                                  |
| 1994 | "Disarm"                              | -   | 8           | 5               | 11  | -       | X          | Siamese Dream                                  |
| 1994 | "Rocket"                              | -   | -           | 28              | 114 | -       | X          | Siamese Dream                                  |
| 1994 | "Landslide" ^                         | -   | 3           | -               | -   | -       |            | Pisces Iscariot                                |
| 1994 | "Dancing in the Moonlight" ^          | -   | -           | -               | -   | -       |            | Disarm (single)                                |
| 1995 | "Bullet with Butterfly Wings"         | 22  | 2           | 4               | 20  | -       | X          | Mellon Collie and the Infinite Sadness         |
| 1996 | "1979"                                | 12  | 1           | 1               | 16  | -       | X          | Mellon Collie and the Infinite Sadness         |
| 1996 | "Zero"                                | 46  | 9           | 15              | -   | -       | X          | Mellon Collie and the Infinite Sadness         |
| 1996 | "Tonight, Tonight"                    | 36  | 5           | 4               | 7   | -       | X          | Mellon Collie and the Infinite Sadness         |
| 1996 | "Muzzle" ^                            | -   | 8           | 10              | -   | -       |            | Mellon Collie and the Infinite Sadness         |
| 1996 | "Thirty-three"                        | 39  | 2           | 18              | 21  | -       | X          | Mellon Collie and the Infinite Sadness         |
| 1996 | "Here Is No Why" ^                    | -   | -           | -               | -   | -       |            | Mellon Collie and the Infinite Sadness         |
| 1997 | "Eye" ^                               | -   | 8           | -               | -   | -       |            | Lost Highway (soundtrack)                      |
| 1997 | "The End Is the Beginning Is the End" | -   | 4           | 12              | 10  | -       | X          | Batman & Robin (soundtrack)                    |
| 1998 | "Ava Adore"                           | 42  | 3           | 8               | 11  | -       | X          | Adore                                          |
| 1998 | "Perfect"                             | 54  | 3           | 33              | 11  | -       | X          | Adore                                          |
| 1998 | "Crestfallen" ^                       | -   | -           | -               | -   | -       |            | Adore                                          |
| 1998 | "Daphne Descends" ^                   | -   | -           | -               | -   | -       |            | Adore                                          |
| 1999 | "To Sheila" ^                         | -   | -           | -               | -   | -       |            | Adore                                          |
| 1999 | "The Everlasting Gaze" ^              | -   | 4           | 14              | -   | -       | X          | MACHINA/the Machines of God                    |
| 2000 | "Stand Inside Your Love"              | 106 | 2           | 11              | 23  | -       | X          | MACHINA/the Machines of God                    |
| 2000 | "I of the Mourning" ^                 | -   | -           | -               | -   | -       |            | MACHINA/the Machines of God                    |
| 2000 | "Try, Try, Try"                       | -   | -           | -               | 73  | -       | X          | MACHINA/the Machines of God                    |
| 2000 | "Heavy Metal Machine" ^               | -   | -           | -               | -   | -       |            | MACHINA/the Machines of God                    |
| 2001 | "Cash Car Star" ^                     | -   | -           | -               | -   | -       |            | MACHINA II/Friends and Enemies of Modern Music |
| 2001 | "Let Me Give the World to You" ^      | -   | -           | -               | -   | -       |            | MACHINA II/Friends and Enemies of Modern Music |
| 2001 | "Untitled"                            | -   | 19          | -               | -   | -       | X          | Rotten Apples                                  |
| 2007 | "Tarantula"                           | 54  | 2           | 6               | 59  | 14      | X          | Zeitgeist                                      |
| 2007 | "Doomsday Clock" ^                    | 97  | -           | -               | 185 | -       |            | Zeitgeist                                      |
| 2007 | "That's the Way (My Love Is)"         | -   | 23          | 32              | 94  | -       | X          | Zeitgeist                                      |
| 2007 | "Bring the Light" ^                   | -   | 277         | -               | -   | -       |            | Zeitgeist                                      |
| 2008 | "Superchrist" ^                       | -   | -           | -               | -   | -       | X          | Fresh Cuts Vol. 2                              |
| 2008 | "G.L.O.W."                            | 108 | 11          | 25              | -   | -       |            | Guitar Hero World Tour                         |
| 2010 | "Widow Wake My Mind" ^                | -   | -           | -               | -   | -       |            | Teargarden by Kaleidyscope                     |
| 2010 | "Freak" ^                             | -   | 27          | -               | -   | -       |            | Teargarden by Kaleidyscope                     |
| 2011 | "Owata" ^                             | -   | -           | -               | -   | -       | X          | Teargarden by Kaleidyscope                     |
| 2012 | "The Celestials" ^                    | -   | 29          | -               | -   | -       | -          | Oceania                                        |
| 2012 | "Panopticon" ^                        | -   | -           | -               | -   | -       | -          | Oceania                                        |
| 2014 | "Being Beige"                         | -   | -           | -               | -   | -       | -          | Monuments to an Elegy                          |
| 2014 | "One and All"                         | -   | -           | -               | -   | -       | -          | Monuments to an Elegy                          |

^ indikerer, at sangen kun er udgivet som radiosingle eller har opnået en hitlisteplacering, selv om den ikke har fået en officiel singleudgivelse.

## B-side-album og opsamlingsplader
| År   | Titel                                          | Information                                                                                | Solgt i USA | Pladeselskab   |
| ---- | ---------------------------------------------- | ------------------------------------------------------------------------------------------ | ----------- | -------------- |
| 1994 | Siamese Singles                                | Boxsæt med de fire vinylsingler fra Siamese Dream                                          | 6.000       | Virgin         |
| 1994 | Pisces Iscariot                                | Album med b-sider og outtakes fra 1990 til 1994                                            | 1.264.262   | Virgin         |
| 1996 | The Aeroplane Flies High                       | Boxsæt med 33 sange fra de fem singler fra Mellon Collie and the Infinite Sadness          | 307.000     | Virgin         |
| 2000 | MACHINA II/Friends and Enemies of Modern Music | 25 sange fra indspilningerne til MACHINA/the Machines of God udgivet gratis på internettet | 0           | Constantinople |
| 2001 | Rotten Apples                                  | Greatest Hits                                                                              | 1.019.652   | Virgin         |
| 2001 | Judas O                                        | Album med b-sider og outtakes fra 1995 til 2000                                            | -           | Virgin         |
| 2001 | Greatest Hits Video Collection                 | En samling af musikvideoer                                                                 | 50.000      | Virgin         |
| 2005 | Rarities and B-Sides                           | Hele bandets katalog udgivet digitalt                                                      | -           | EMI            |

## Ep'er
| År   | Titel                                                 | Information                                | Solgt i USA | Pladeselskab |
| ---- | ----------------------------------------------------- | ------------------------------------------ | ----------- | ------------ |
| 1991 | Lull                                                  | Ep udgivet i stedet for Rhinoceros-singlen | -           | Virgin       |
| 1992 | Peel Sessions                                         | Live-ep indspillet i 1991                  | -           | Hut          |
| 1996 | Zero                                                  | Udvidet single                             | 500.000     | Virgin       |
| 2008 | American Gothic                                       | Akustisk ep                                | -           | -            |
| 2010 | Teargarden by Kaleidyscope Vol. 1: Songs for a Sailor | Første ep fra Teargarden by Kaleidyscope   | -           | Selvudgivet  |
| 2010 | Teargarden by Kaleidyscope Vol. 2: The Solstice Bare  | Anden ep fra Teargarden by Kaleidyscope    | -           | Selvudgivet  |

## Liveudgivelser
| År   | Titel                         | Information                                                         | Solgt i USA | Pladeselskab                |
| ---- | ----------------------------- | ------------------------------------------------------------------- | ----------- | --------------------------- |
| 1994 | Vieuphoria                    | Live-vhs, der senere blev udgivet på dvd i 2002                     | 50.000      | Virgin                      |
| 2000 | Live at Cabaret Metro 10-5-88 | Bandets første koncert fra 1988 givet til fans                      | -           | Constantinople              |
| 2002 | Earphoria                     | Soundtrack til Vieuphoria                                           | -           | Virgin                      |
| 2008 | If All Goes Wrong             | Live-dvd med koncerten The Fillmore Residency                       | -           | Coming Home Media           |
| 2013 | Oceania: Live in NYC          | Live-dvd med Oceania fra start til slut efterfulgt af en række hits | -           | Universal Music Enterprises |

## Diverse
| År   | Titel                                  | Bidrag                                                                            | Imformation |
| ---- | -------------------------------------- | --------------------------------------------------------------------------------- | --- |
| 1989 | Light Into Dark                        | "My Dahlia" "Sun"                                                                 | Opsamlingsplade med alternative rockbands fra Chicago, USA, der blev bandets første officielle udgivelse |
| 1992 | Singles                                | "Drown"                                                                           | Soundtrack til filmen Singles |
| 1993 | No Alternative                         | "Glynis"                                                                          | Livealbum med forskellige alternative rockbands |
| 1996 | Sweet Relief II                        | "Sad Peter Pan"                                                                   | Chestnutt-cover indspillet sammen med Red Red Meat |
| 1997 | Lost Highway                           | "Eye"                                                                             | Soundtrack til filmen Lost Highway. Billy Corgan har indspillet sangen solo, men den er fejlagtigt krediteret under bandnavnet. Sangen er dog spillet live af bandet og inkluderet på bandets Greatest Hits-plade Rotten Apples |
| 1997 | Batman & Robin                         | "The End Is the Beginning Is the End" "The Beginning Is the End Is the Beginning" | Soundtrack til filmen Batman & Robin |
| 1997 | A Very Special Christmas 3             | "Christmastime"                                                                   | Jule-cd |
| 2001 | Not Another Teen Movie Soundtrack      | "Never Let Me Down Again"                                                         | Soundtrack til filmen Not Another Teen Movie |
| 2006 | The Bridge School Collection, Vol.1    | "To Sheila"                                                                       | Liveoptagelse fra 1997 |
| 2007 | Transformers: The Album                | "Doomsday Clock"                                                                  | Soundtrack til filmen Transformers |
| 2008 | Fresh Cuts Vol. 2                      | "Superchrist"                                                                     | Kompilation fra Guitar Center |
| 2009 | Hyundai Genesis Coupe Super Bowl XLIII | "FOL"                                                                             | Sang fra Hyundai-reklame brugt ved Super Bowl XLIII |
| 2010 | The Vampire Diaries Soundtrack         | "The Fellowship"                                                                  | Soundtrack til tv-serien The Vampire Diaries |